# Аеродром Ђирона — Коста Брава
Аеродром Ђирона — Коста Брава (шпа.: Aeropuerto de Girona-Costa Brava, енг.: Girona–Costa Brava Airport)  (IATA: GRO, ICAO: LEGE) међународни је аеродром у близини Ђироне на Коста Брави у Каталонији (Шпанија).

## Положај
Аеродром се налази 8 км јужно од Ђироне у општини Вилоби де Ониар  на североистоку Каталоније, Шпанија . Аеродром је добро повезан са Коста Бравом и Пиренејима  а удаљен је  око 75 км од центра Барселоне, 

## Историја
Због потеба све растућег туризма почетком шездесетих, компаније и летовалишта у провинцији Ђирона захтијевала су изградњу аеродрома.  Аеродром је отворен 1. априла 1967. године. До тада, целокупни саобраћај чартер летова до летовалишта на Коста Брави се обављао преко аеродрома Перпињан.
Након почетног успијеха долази до пада броја путника и пропадања аеродрома све док, почетком 2000-их, нискобуџетна авиокомпанија Рајанер не доноси одлуку да аеродром Ђирона постане једно од њихових чворишта. Путнички промет се нагло повећав и то за више од 10 пута - са 557.000 у 2002. години на 5.510.970 у 2008. години.

## Приступ аеродрому
Аеродром је одлично повезан  са одмаралиштима Коста Браве. Због близине француске границе (само 40 минута вожње), многи туристи користе аеродром да би стигли до скијалишта на Пиренејима и Андори. Како се налази 74 км северно од Барселоне често се користи као алтернатива аеродрому у Барселони. До Барселоне можете доћи директно аутобусом или таксијем или возом са железничке станице у Ђирони.

### Аутом
Аеродром има приступ на три главна пута:
- E-15/AP-7 - аутопут који повезује југ  Шпаније и Перпињана(Француска)
- C-25 за Љеиду и Ђирону
- N-II - Мадрид - Барселона - Перпињан

### Аутобусом
Са аеродрома саобраћа 6 аутобуских линија до:
- Барселона (полазак прилагођен распореду слетања авиона, вожња траје 1сат и 10 минута)
- Коста Брава  (зауставља се у Тоса де Мар, Љорет де Мар, Бланес, Малграт де Мар, Санта Сусана, Пинеда де Мар и Калеља)
- Северна Коста Брава (зауставља се у Фигерас, Росес, Пинеда де Мар, Калеља и Тоса де Мар)
- Ђирона (сваки сат, вожња траје 25 минута)
- Перпињан у Француској.
- Андора

### Возом
Најближа железничка станица је у Ђирони, до које се може доћи аутобусом или таксијем. Возови возе ка Барселони сваког сата. 